# 사지 사건

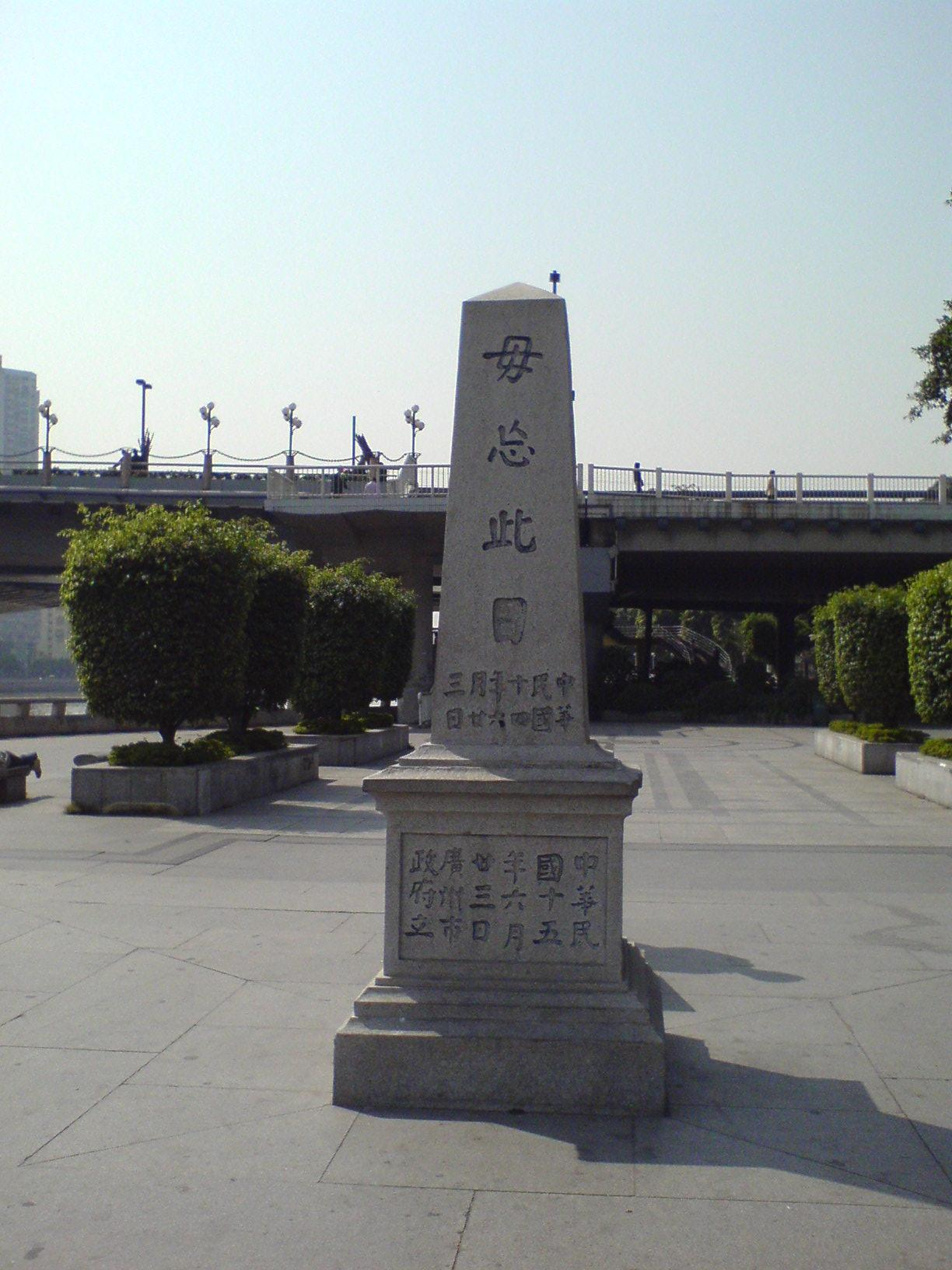
사지 사건 "무망차일"(毋忘此日)(이 날을 잊지 말자는 뜻의) 추모비

사지 사건(중국어: 六二三事件)은 6·23 사건으로도 불리며, 1925년 6월 23일에 중화민국 광저우에서 사지 거리에서 반영(反英), 반제국주의 시위대에 영국군이 발포 명령을 내려 50여명의 사상자를 낸 학살 사건이다.

## 경과
1925년 5월 30일, 상하이에 있던 일본계 방직 회사의 중국인 노동자들이 임금의 개선, 조합의 승인 등을 요구하고 대규모 파업에 들어갔다. 결국 이 사건이 계기가 되어 상하이에 있는 다른 일본계 방직 회사에서도 파업이 늘어갔고 반제국주의 운동의 목소리가 상하이에서 각지에 퍼져 있었다.
같은 해 6월 23일, 10만 명이라는 대규모 시위대가 광저우의 사지로 모일 때, 강 건너 사면도에 주둔하고 있었던 영국과 프랑스의 군대가 시위대를 향해 발포하여 52명 이상이 숨지고 170여 명이 부상당했다. 당시 "사지"라고 불렸던 그곳은 6월 23일을 기념하기 위해 "육이삼로(6·23로)"라는 거리로 불리기도 한다.

## 기념비
현재는 주강을 따라 통과하는 연강 서쪽 도로의 끝에, 인민교가 놓인 근처 공원 안에는 1950년 사건으로 숨진 열사를 기리기 위해 기념비를 세웠다. "사지 학살 열사기념비"라는 비석이 있다. 1963년, 비석은 "광저우시 문물 보호단위"로 지정되었다.

## 같이 보기
- 랴오청즈